# Herman Johannes van der Weele
Herman Johannes van der Weele (Middelburg, 13 januari 1852 – Den Haag, 2 december 1930) was een Nederlands kunstschilder. Hij wordt gerekend tot de navolgers van de Haagse School.

## Leven en werk
Herman van der Weele werd geboren in Middelburg. Al op jonge leeftijd volgde hij schilder- en tekenlessen, naast zijn baan als buitengewoon opzichter bij de zee- en havenwerken in Zeeland. In 1873 verhuisde hij naar Den Haag om zijn MO-akte tekenen te halen. Hij sloot zich aan bij de Pulchri Studio en raakte onder invloed van de schilders van de Haagse School, meer in het bijzonder van Anton Mauve. Net als Mauve zou Van der Weele ook veelvuldig kiezen voor het schilderen van schaapskuddes. Verder schilderde hij heidelandschappen, houtkarren, ploegende ossen en andere thema's uit het plattelandsleven.
Van der Weele wordt net als zijn oudere vriend François Pieter ter Meulen gerekend tot de navolgers van de Haagse School. In zijn jonge jaren stond hij in nauw contact met Vincent van Gogh en George Hendrik Breitner. Hij werkte veel op de Veluwe, in de omgeving van Nunspeet en Elspeet, te Laren, alsook in Drenthe en Limburg.
Van der Weele was onder andere de leermeester van Jan Toorop. Hij had veel succes met de verkoop van zijn werk in Canada en de Verenigde Staten. Hij overleed in 1930, 78 jaar oud. Zijn werk bevindt zich thans onder andere in het Gemeentemuseum Den Haag en het Rijksmuseum Amsterdam.

## Galerij

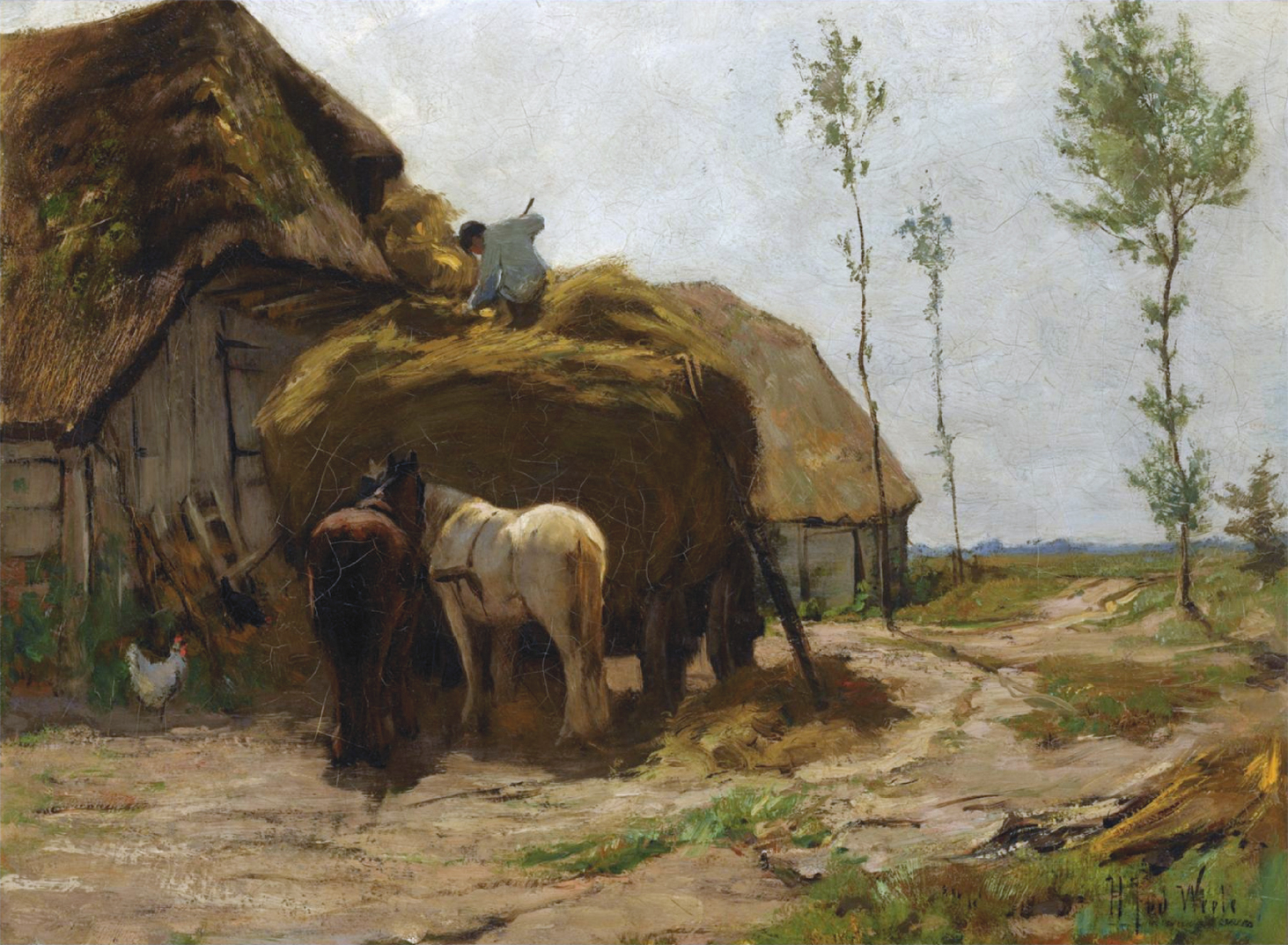
Het laden van de hooiwagen
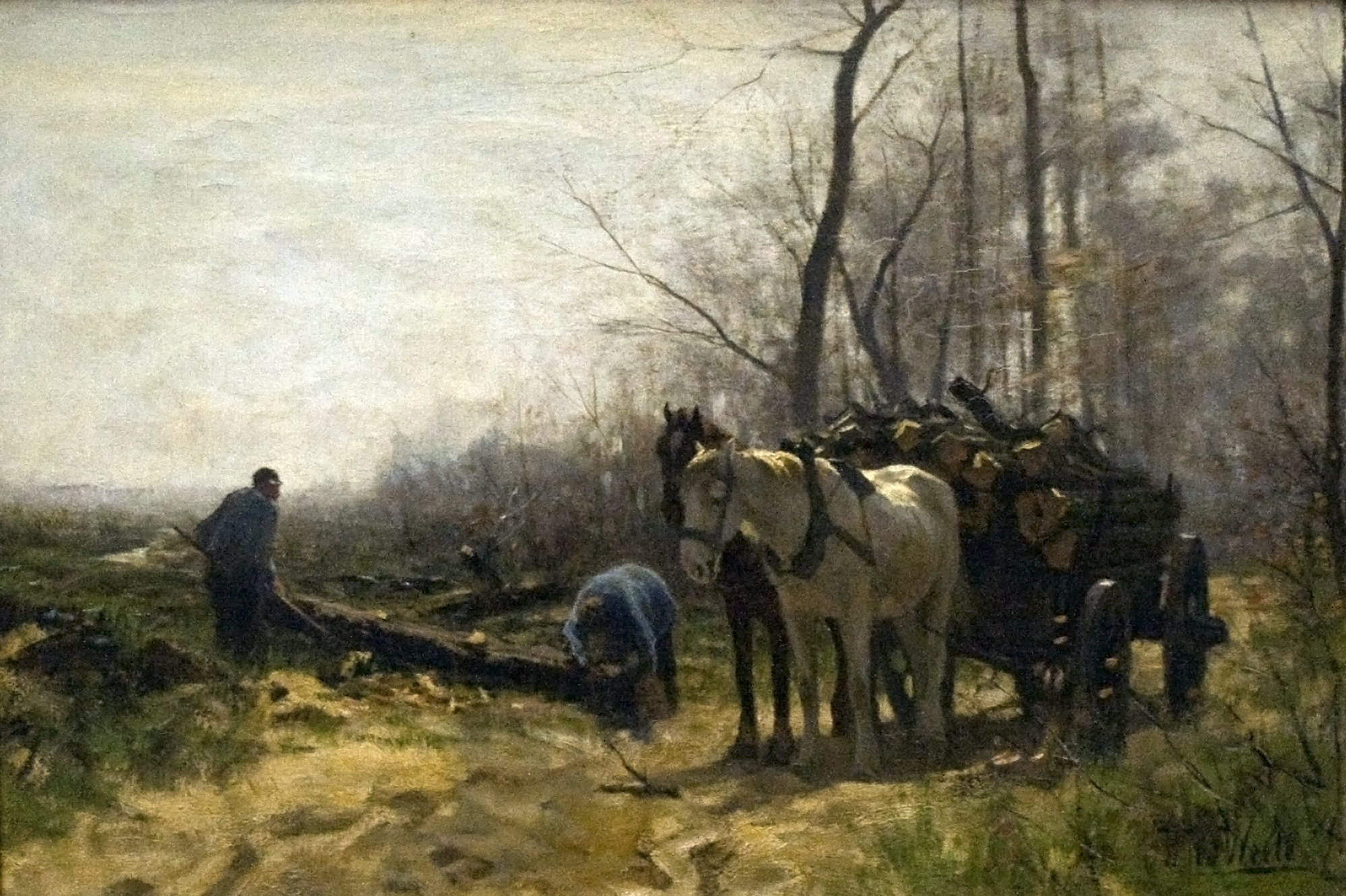
Hout laden
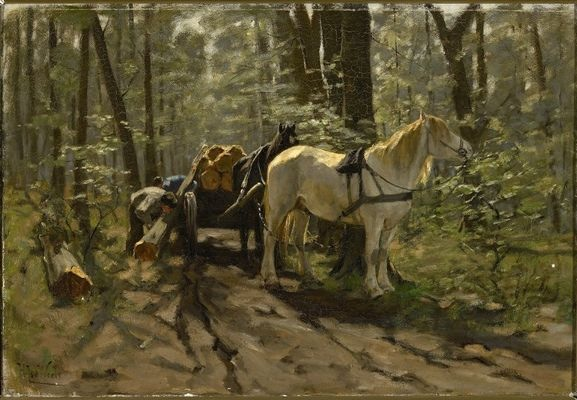
In het berkenbos
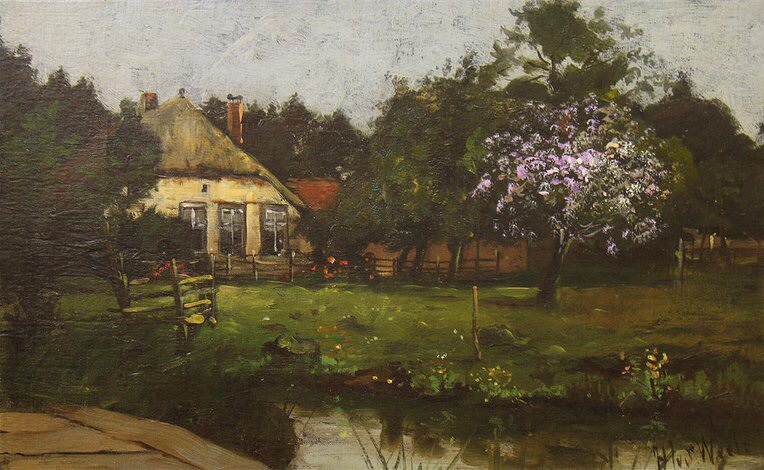
Bloesem
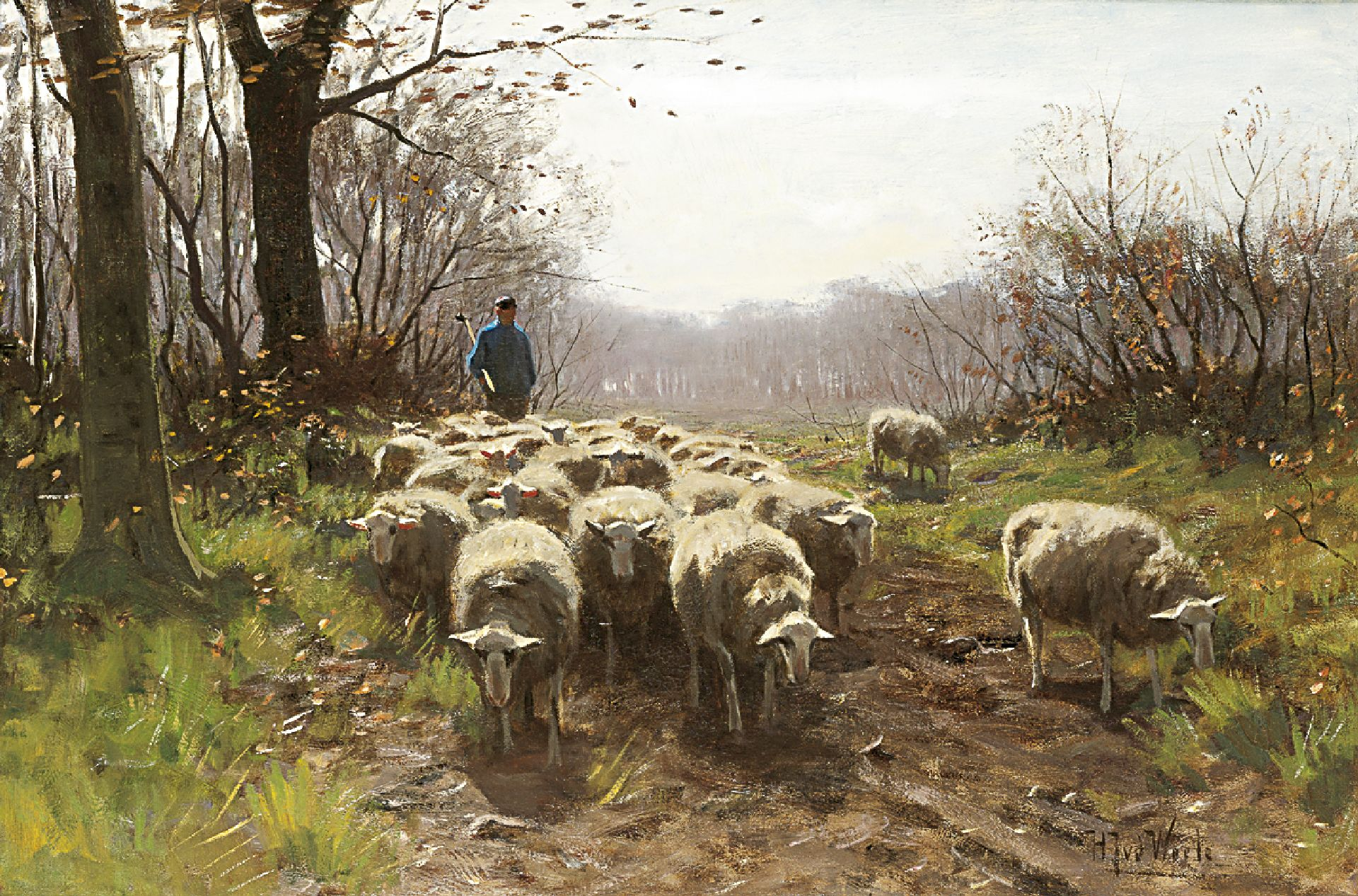
Herder met schaapskudde